# Pleistarchos (Sparte)
Pour les articles homonymes, voir Pleistarchos.
 (juillet 2016).
Si vous disposez d'ouvrages ou d'articles de référence ou si vous connaissez des sites web de qualité traitant du thème abordé ici, merci de compléter l'article en donnant les références utiles à sa vérifiabilité et en les liant à la section « Notes et références ».
Pleistarchos, de la famille des Agiades, est roi de Sparte de -480 à -458.

## Biographie
Fils de Léonidas Ier, il hérite du trône à la mort du frère de celui-ci, Cléombrote Ier, en -479. N'étant pas en âge de régner, son cousin Pausanias assure la régence au début de son règne.
Il meurt en -458.

## Dans la culture populaire
Pleistarchos apparaît dans le film 300 alors qu'il est encore enfant.